# 1256 dans les croisades
- Mamelouks :  Chajar ad-Durr, Al-Muizz Izz ad-Dîn Aybak

Cette page regroupe les évènements concernant les Croisades qui sont survenus en 1256 :
- 20 janvier : mort de Renaud de Vichiers, grand maître de l'Ordre du Temple[1].
- 20 décembre : Les  Assassins sont détruits par le Mongols[2].
- début de la guerre de Saint-Sabas, entre les Vénitiens et les Génois et leurs partisans[3].